# ジョセフィーナ (小惑星)
ジョセフィーナ (303 Josephina) は、小惑星帯の小惑星。1891年にエリア・ミロセヴィッチがローマで発見した。
名前の由来について、発見者は「私の大切な人に捧げる」とだけ述べたという。